# Ronald D. McLaurin
 (septembre 2023).
Ronald D. McLaurin est un essayiste et éditeur américain ayant exploré le thème de la propagande, de la désinformation et de la subversion.

## Publications
- Beyond Camp David : Emerging Alignments and Leaders in the Middle East, avec Paul A. Jureidini,  (ISBN 9780815622352), 1981
- Foreign Policy Making in the Middle East : Domestic Influences on Policy in Egypt, Iraq, Israel, and Syria,  (ISBN 9780275238704), 1977
- United States and the Defense of the Pacific, avec Chung-in Moon,  (ISBN 9780813379173), 1989[1]
- The Middle East in Soviet policy, Lexington Books (1975),  (ISBN 0669982857)
- The Dilemma of Third World Defense Industries: Supplier Control or Recipient Autonomy, avec Kwang-Il Baek, Westview Pr, 1989,  (ISBN 978-0813305820)
- Political Role of Minorities in the Middle East, Praeger Publishers Inc, 1979,  (ISBN 978-0030525964)
- Military forces in urban antiterrorism, U.S. Army Human Engineering Laboratory, 1989
- The battle of Tyre
- Military Propaganda: Psychological Warfare and Operations, Praeger Publishers, 1982,  (ISBN 978-0275908591)
- Alliance Under Tension: The Evolution of South Korean-U.S. Relations, avec Manwoo Lee et Chung-In Moon, Westview Pr, 1988,  (ISBN 978-0813308357)